# همایش شیرخوارگان حسینی

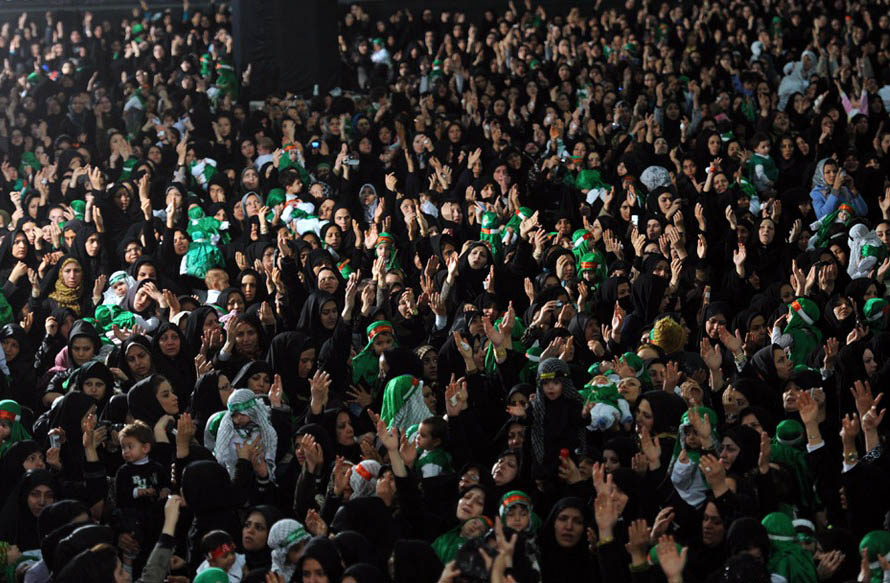
نمایی از همایش شیرخوارگان حسینی در مصلی تهران سال ۱۳۹۰ شمسی

همایش شیرخوارگان حسینی مراسمی است به یاد کودکان کشته شده در روز عاشورا از سوی مسلمانان در ایران و کشورهای دیگری همچون هند، پاکستان، بحرین، عراق، عربستان، ترکیه، افغانستان و… همه ساله در نخستین جمعه ماه محرم برگزار می‌گردد.
این همایش از سال ۱۳۸۳ در تهران آغاز و به مرور در سایر شهرها نیز گسترش یافت. برای برگزاری این مراسم مجمع جهانی حضرت علی‌اصغر نیز تشکیل شد. از سال ۱۳۹۰ این همایش در بسیاری از روستاها، ۸۰۰ شهر ایران و کشورهای دیگر گسترش یافت. در این همایش مادران و کودکان شیرخوار شرکت می‌کنند و تعداد شرکت کنندگان در آن چندصدهزار نفر تخمین زده شده‌است.

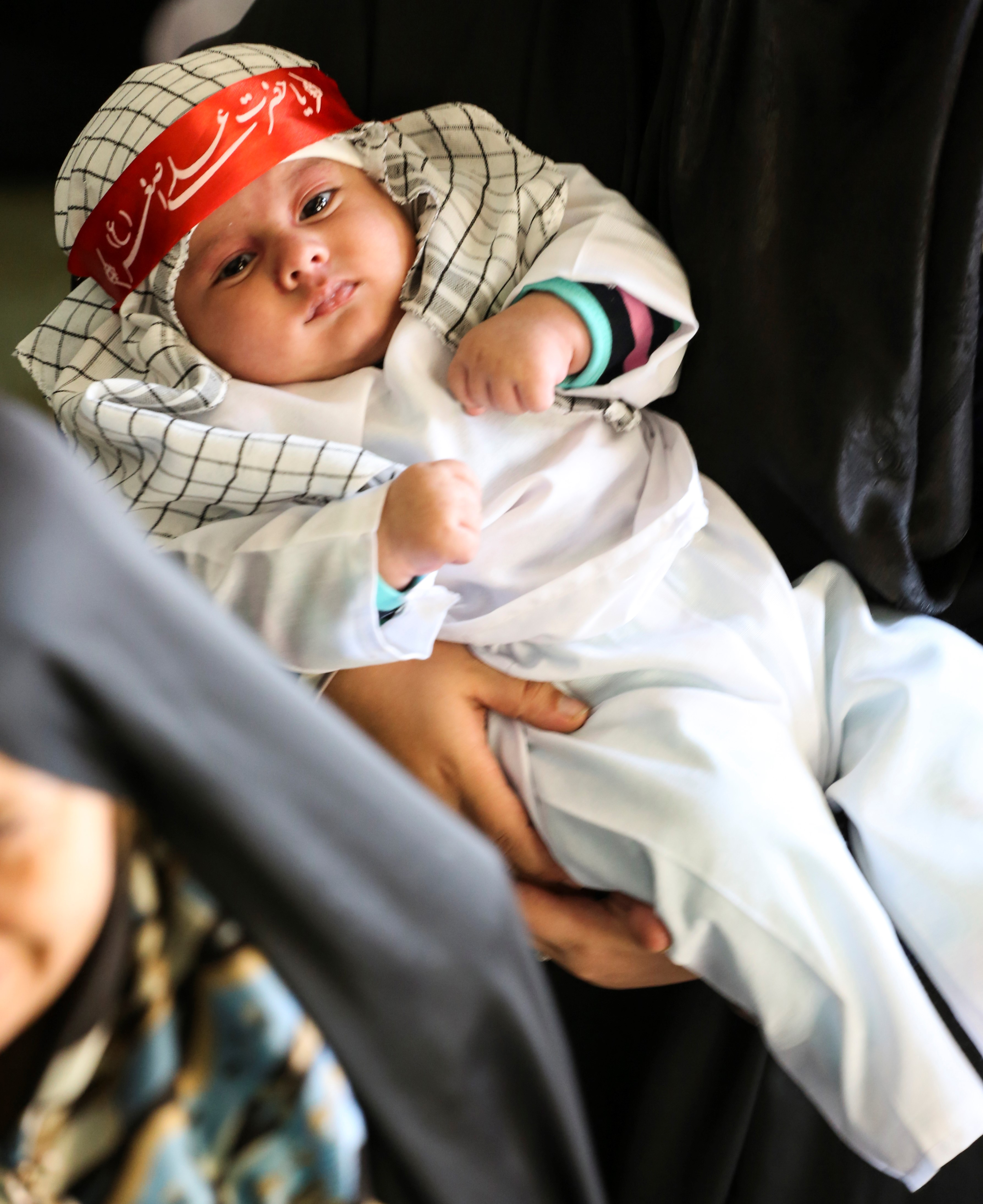
کودک شیرخوار در آغوش مادر در همایش شیرخوارگان با سربند یا حضرت علی اصغر

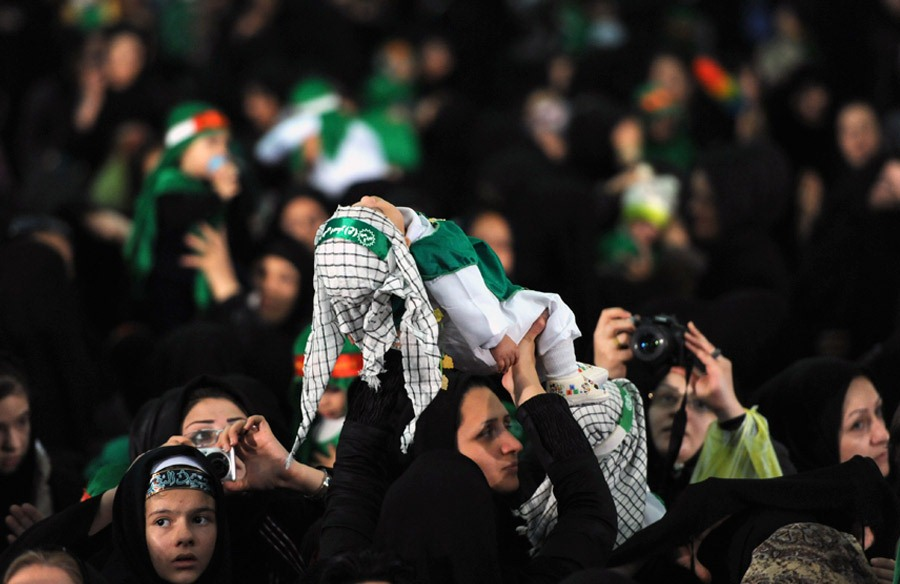
بر سر دست گرفتن کوکان شیرخوار در مراسم شیرخوارگان حسینی- این کار نمادی از برسردست‌گرفتن علی اصغر -طفل شیرخوار حسین بن علی- توسط پدرش در روز عاشورا برای طلب آب از لشکر دشمن است

## پیشینه تاریخی
عزاداری و بزرگداشت کودکان واقعه عاشورا و ایجاد گهواره و لالایی خواندن برای کودکان توسط مادران از مراسم مذهبی کهن در ایران بوده‌است.
نمونه‌ای از لالایی‌های مادران بیاد کودکان کربلا در ابرکوه بدین صورت است:
| گهواره شد تابوت تو |  | خون گلو شد قوت تو |
| شد خاک عالم بر سرم |  | مادر بیا مادر بیا |

## سابقه مراسم
نخستین همایش شیرخوارگان حسینی در سال ۱۳۸۲ برپا شد و پس از آن، هرساله ادامه یافته‌است. در محرم سال ۱۳۹۵ خورشیدی، چهاردهمین دوره از مراسم همایش شیرخوارگان حسینی در شهرهای مختلف ایران و برخی کشورهای جهان برگزار شد. همایش شیرخوارگان حسینی در نخستین جمعه در دهه اول محرم هر سال برگزار می‌شود و در سال ۱۳۹۵ خورشیدی نیز این برنامه در روز جمعه ۱۶ مهرماه در ۴۱ کشور و بیش از ۴۰۰۰ شهر و روستا برپا شده‌است.

## مجمع جهانی حضرت علی‌اصغر
مجمع جهانی حضرت علی اصغر علیه‌السلام یک سازمان مردم‌نهاد و یک هیئت بین‌المللی شیعی (و به گفته دبیر آن) سیاسی است که مراسم شیرخوارگان حسینی را برگزار می‌کند. با گسترش این مراسم در چند هزار شهر و روستای ایران و برخی کشورهای اسلامی و افزایش تعداد شرکت کنندگان به میلیون‌ها نفر، دفاتر این نهاد مردمی نیز در نقاط مختلف کشور گسترش یافته‌است.
هدف از تشکیل این مجمع مخابره پیام عاشورا با بهره‌گیری از مظلومیت طفل شیرخوار حسین عنوان شده‌است. به گفتهٔ داوود منافی‌پور ما به هر میزان که بتوانیم پیام عاشورا را به دنیا منتقل کنیم، زمینه‌سازی ظهور را فراهم آورده‌ایم، چراکه تمدن مترقی مهدوی بر مبنای حماسه کربلا بنا می‌شود، طبق روایات مهدی در هنگامه ظهور در کنار کعبه فریاد برمی‌آورد: «انا ابن حسین، الذی قتل عطشانا؛ من فرزند حسینم، کسی که تشنه‌لب کشته شد.رسالت اصلی این مجمع ایجاد سؤال در ذهن و زبان همهٔ انسان هاست؛ لذا پیام و سؤال این مجمع این است که علی‌اصغر به کدامین گناه کشته شد؟! ما می‌خواهیم با برگزاری این همایش، حسین رابه دنیا معرفی کنیم.

### آمار
همایش «شیرخوارگان حسینی» در اولین جمعه محرم علاوه بر ایران در «۴۵ کشور دیگر» از جمله در عراق، عربستان، استرالیا، آمریکا، انگلیس، کانادا، آلمان، فیلیپین، اوکراین، تانزانیا، سیرالئون و گینه بیسائو نیز به صورت همزمان برگزار می‌شود؛ این مراسم از سال ۱۳۸۲ برگزار شده و طی ۱۷ سال برگزاری مراسم شیرخوارگان حسینی از یک جلسه به ۶هزار جلسه رسیده و بنابر برآورد از هر ۱۰ مادر ۲ نفر در مراسم شرکت می‌کنند و طبق پیش‌بینی‌های انجام شده اگر این مشارکت به حضور ۵ مادر از ۱۰ مادر برسد تا ۱۵ میلیون شرکت کننده خواهد داشت.